# La Poterie-Cap-d'Antifer
La Poterie-Cap-d'Antifer é uma comuna francesa na região administrativa da Normandia, no departamento de Sena Marítimo. Estende-se por uma área de 5,85 km². Em 2010 a comuna tinha 468 habitantes (densidade: 80 hab./km²).